# بيبي فرنانديز
بيبي فرنانديز (بالإسبانية: Pepe Fernandez)‏ (14 يوليو 1943 بمونتفيدو في الأوروغواي - ) هو لاعب كرة قدم أوروغواني في مركز الهجوم. لعب مع بي إي سي زفوله وغو أهد إيغلز ونادي إيميلك ونادي هارلم وSan Diego Toros ‏ وSeattle Sounders (1994–2008) ‏ وأوكلاند كليبرز ‏ وTacoma Tides ‏ وكانزاس سيتي سبورز ‏ وسياتل ساوندرز.